# Tunnsjøen
Der Tunnsjøen (samisch: Dåtnejaevrie) ist der siebtgrößte Binnensee Norwegens in den Kommunen Røyrvik und Lierne (Trøndelag).
Die Insel Gudfjelløya im Tunnsjøen ragt mit 812 m. ü. M. 454 m über den Wasserspiegel des Sees, damit ist diese Insel die höchste Binneninsel in Norwegen.